# Melt My Eyez See Your Future
| Совокупная оценка    | Совокупная оценка |
| Источник             | Оценка            |
| -------------------- | ----------------- |
| Metacritic           | 87/100            |
| Оценки критиков      |                   |
| Источник             | Оценка            |
| Clash                | 9/10              |
| Kerrang!             | 4/5               |
| The Line of Best Fit | 8/10              |
| NME                  | [ 5 ]             |
| Pitchfork            | 7.3/10            |

Melt My Eyez See Your Future — пятый студийный альбом Дензела Карри, выпущенный на лейблах PH и Loma Vista Recordings 25 марта 2022. Он содержит гостевые участия от Роберта Гласпера, Buzzy Lee, Сола Уильямса, Bridget Perez, T-Pain, 6lack, Rico Nasty, JID, Jasiah, 454 и Slowthai, а также продюсирование от FnZ, Thundercat, JPEGMafia, Kenny Beats и других.

## История
Карри впервые придумал тему альбома в 2018 году, а работать начал над ним после завершения своего альбома Zuu в 2019. В интервью XXL в мае 2020 года он поделился своими планами уйти из музыки после выпуска ещё трёх полноформатных работ. Он раскрыл название альбома в ноябре 2021 года. «Растопи мои глаза» (англ. Melt My Eyez) — это метафора, обозначающая склонность людей избегать столкновения с трудностями жизни, а «Увидь своё будущее» (англ. See Your Future) — это мотивация двигаться вперёд, оставляя прошлое позади и сосредотачиваясь на том, что ждёт дальше.
Дензел Карри говорил об отказе от некоторых из своих прошлых альтер эго в пользу того, чтобы принять свою истинную личность. Он намеревался, чтобы альбом пошёл в совершенно ином направлении, чем его предыдущие работы, назвав его «концом эпохи» и сказав фанатам, что они больше не услышат старого Дензела.
Карри анонсировал альбом 5 января 2022 года, поделившись тизер-трейлером на своём официальном канале YouTube. В коротком трейлере показано, как Дензел идёт по пустыне, на фоне играет инструментальная композиция, а затем отображается список людей, которые представлены или работали над альбомом.

## Список композиций
| №                   | Название                                                     | Автор(ы) | Продюсер(ы)                | Длительность |
| ------------------- | ------------------------------------------------------------ | --- | -------------------------- | ------------ |
| 1.                  | «Melt Session #1» (при участии Роберта Гласпера)             | Denzel Curry Bridget Perez Robert Glasper | Glasper                    | 4:01         |
| 2.                  | «Walkin»                                                     | Curry Kalon Berry Keith Mansfield | Kal Banx                   | 4:40         |
| 3.                  | «Worst Comes to Worst»                                       | Curry Anna Wise Alain Macklovitch Oladapo Omishore Joshua Portillo Bappi Lahiri Salma Agha                                                                           | Dot da Genius Naz          | 2:50         |
| 4.                  | «John Wayne» (при участии Buzzy Lee)                         | Curry Sasha Spielberg Barrington Hendricks | JPEGMafia                  | 2:36         |
| 5.                  | «The Last»                                                   | Curry Ryan DeGrandy Michael Mule Isaac De Boni Justin Elwin | FnZ HWLS                   | 4:22         |
| 6.                  | «Mental» (при участии Сола Уильямса и Bridget Perez)         | Curry Perez Saul Williams Elijah Fox Mike Hector Julian Gramma | J Gramm Hector Fox         | 2:26         |
| 7.                  | «Troubles» (при участии T-Pain)                              | Curry Faheem Najm Kenneth Blume III Khalil Abdul Rahman | Kenny Beats DJ Khalil      | 2:40         |
| 8.                  | «Ain't No Way» (при участии 6lack, Rico Nasty, JID и Jasiah) | Curry Ricardo Valentine Maria-Cecilia Kelly Destin Route Malachi-Phree Pate Powers Pleasant Cachee Livingston Glasper Tim Friedrich Simmie Simms III Louis Leibfried | Pleasant Sucuki Lo         | 4:24         |
| 9.                  | «X-Wing»                                                     | Curry Matthew Samuels Julius Herold Michał Suski George Mardoyan | Drtwrk Clutch George Darko | 2:56         |
| 10.                 | «Angelz» (при участии Karriem Riggins)                       | Curry Karriem Riggins Perez Sharina Castillo DeGrandy L. Hargrove M. Ellerbee                                                                                        | Riggins Mickey DeGrand     | 3:51         |
| 11.                 | «The Smell of Death»                                         | Curry Stephen Bruner | Thundercat                 | 1:20         |
| 12.                 | «Sanjuro» (при участии 454)                                  | Curry Willie Wilson Berry Ronald LaTour Jr. | Cardo Got Wings            | 2:07         |
| 13.                 | «Zatoichi» (при участии Slowthai)                            | Curry Pleasant J. Birkner R. Spencer | Pleasant Jonnywood         | 3:30         |
| 14.                 | «The Ills»                                                   | Curry Noah Goldstein Omishore Alain Macklovitch | Goldstein Dot da Genius    | 3:22         |
| Общая длительность: | Общая длительность:                                          | Общая длительность: | Общая длительность:        | 45:05        |

## Чарты
| Чарт (2022)                          | Высшая позиция |
| ------------------------------------ | -------------- |
| Австралия (ARIA)                     | 12             |
| Нидерланды (Album Top 100)           | 100            |
| Ирландия (Irish Albums Chart)        | 48             |
| Литва (AGATA)                        | 36             |
| Новая Зеландия (RMNZ)                | 17             |
| Великобритания (UK Albums Chart)     | 73             |
| Великобритания (UK R&B Albums Chart) | 21             |